# Mistrzostwa Świata w Kolarstwie Przełajowym 1990
41. Mistrzostwa Świata w Kolarstwie Przełajowym 1990 odbyły się w hiszpańskiej miejscowości Getxo, w dniach 3 - 4 lutego 1990 roku. Rozegrano wyścigi mężczyzn w kategoriach zawodowców, amatorów i juniorów.

## Medaliści
| Konkurencja:              | Złoto:           | Czas      | Srebro:            | Czas     | Brąz:               | Czas     |
| Klasyfikacja mężczyzn     |                  |           |                    |          |                     |          |
| Zawodowcy (4 lutego 1990) | Henk Baars       | 1:03:14 h | Adrie van der Poel | + 0:05 m | Bruno le Bras       | + 0:05 m |
| Amatorzy (3 lutego 1990)  | Andreas Büsser   | 48:27 m   | Miloslav Kvasnička | + 0:12 m | Thomas Frischknecht | + 0:15 m |
| Juniorzy (3 lutego 1990)  | Erik Boezewinkel | 41:51 m   | Jérôme Chiotti     | + 0:12 m | Niels van der Steen | + 0:16 m |

## Szczegóły

### Zawodowcy
| Medal | Zawodnik           | Narodowość     | Czas      |
| ----- | ------------------ | -------------- | --------- |
|       | Henk Baars         | Holandia       | 1:03:14 h |
|       | Adrie van der Poel | Holandia       | + 0:05    |
|       | Bruno le Bras      | Francja        | + 0:05    |
| 4     | Frank van Bakel    | Holandia       | + 0:05    |
| 5     | Paul De Brauwer    | Belgia         | + 0:05    |
| 6     | Pascal Richard     | Szwajcaria     | + 0:05    |
| 7     | Radomír Šimůnek    | Czechosłowacja | + 0:05    |
| 8     | Karel Camrda       | Czechosłowacja | + 0:09    |
| 9     | Beat Breu          | Szwajcaria     | + 0:15    |
| 10    | Roger Honegger     | Szwajcaria     | + 0:52    |

### Amatorzy
| Medal | Zawodnik            | Narodowość     | Czas    |
| ----- | ------------------- | -------------- | ------- |
|       | Andreas Büsser      | Szwajcaria     | 48:27 m |
|       | Miloslav Kvasnička  | Czechosłowacja | + 0:12  |
|       | Thomas Frischknecht | Szwajcaria     | + 0:15  |
| 4     | Edward Piech        | Polska         | + 0:18  |
| 5     | Edward Kuyper       | Holandia       | + 0:23  |
| 6     | Johnny Blomme       | Belgia         | + 0:27  |
| 7     | Richard Groenendaal | Holandia       | + 0:30  |
| 8     | Frank Groenendaal   | Holandia       | + 0:41  |
| 9     | Dieter Runkel       | Szwajcaria     | + 0:42  |
| 10    | Peter Hric          | Czechosłowacja | + 0:43  |

### Juniorzy
| Medal | Zawodnik            | Narodowość     | Czas    |
| ----- | ------------------- | -------------- | ------- |
|       | Erik Boezewinkel    | Holandia       | 41:51 m |
|       | Jérôme Chiotti      | Francja        | + 0:12  |
|       | Niels van der Steen | Holandia       | + 0:16  |
| 4     | Jiří Pospíšil       | Czechosłowacja | + 0:23  |
| 5     | Dariusz Gil         | Polska         | + 0:37  |
| 6     | Erwin Vervecken     | Belgia         | + 0:54  |
| 7     | Tim Kroll           | NRD            | + 1:19  |
| 8     | Yannick Holweck     | Francja        | + 1:19  |
| 9     | Roman Jordens       | RFN            | + 1:32  |
| 10    | Patrick Flamm       | RFN            | + 1:33  |

## Tabela medalowa
| Miejsce | Państwo        |   |   |   |   |
| ------- | -------------- | - | - | - | - |
| 1.      | Holandia       | 2 | 1 | 1 | 4 |
| 2.      | Szwajcaria     | 1 | 0 | 1 | 2 |
| 3.      | Francja        | 0 | 1 | 1 | 2 |
| 4.      | Czechosłowacja | 0 | 1 | 0 | 1 |